# Кочерга, Алексей Панкратьевич
Алексей Панкратьевич Кочерга (30.08.1915, Днепропетровская область — 21.05.1945) — помощник командира взвода стрелковой роты 218-го гвардейского стрелкового полка гвардии старший сержант — на момент представления к награждению орденом Славы 1-й степени.

## Биография
Родился 30 августа 1915 года в селе Владимировка, ныне Межевского района Днепропетровской области Украины. Украинец. Окончил рабфак. С 1925 жил в Запорожской области, был секретарем сельсовета в селе Марьяновка Новониколаевского района, инструктором Новониколаевского райисполкома Запорожской области.
Участник Великой Отечественной войны, в октябре 1943 года был призван в Красную Армию Новониколаевским райвоенкоматом. С апреля 1944 года участвовал в боях с захватчиками на 1-м Белорусском фронте. Был зачислен в учебный батальон 77-й гвардейской стрелковой дивизии.
В ночь на 21 июля 1944 года гвардии красноармеец Кочерга в числе первых переправился через реку Западный Буг. Расчет противотанкового ружья, которым он командовал, гранатами уничтожил оборонявшихся противников, закрепился на берегу и огнём ПТР прикрывал переправу роты. При отражении контратак противника лично подавил огонь двух пулеметных точек, огнём ПТР поджег сарай, из которого вели огонь противники. Участвуя в атаке, уничтожил трех противников. Был представлен к награждению орденом Отечественной войны 2-й степени, но статус награды был изменён командиром дивизии. А через несколько дней боец вновь отличился.
2 августа 1944 года гвардии красноармеец Кочерга в составе отделения участвовал в обеспечении переправы подразделения и техники полка на пароме и лодках через реку Висла. В течение 12 часов, несмотря на сильный артиллерийско-минометный обстрел, не прерывал переправу. При прямом попадании в паром мины спас жизнь тяжелораненому бойцу. Был представлен к награждению орденом Славы 3-й степени, но к тому времени уже был подписан приказ по предыдущему представлению и статус награды вновь изменили.
Приказом по частям 77-й гвардейской стрелковой дивизии от 4 августа 1944 года гвардии красноармеец Кочерга Алексей Панкратьевич награждён орденом Славы 3-й степени.
Приказом по войскам 69-й армии от 18 августа 1944 года гвардии красноармеец Кочерга Алексей Панкратьевич награждён орденом Славы 2-й степени.
В дальнейшем воевал помощником командира взвода стрелковой роты 218-го гвардейского стрелкового полка той же дивизии. Особо отличился в первых боях Висло-Одерской наступательной операции.
14 января 1945 года при прорыве глубоко эшелонированной обороны противника в районе города Зволень гвардии старший сержант Кочерга первым ворвался с бойцами во вражескую траншею. В рукопашной схватке уничтожил 5 противников, гранатой подавил пулеметную точку. Развивая наступление, со своим отделением ворвался во вторую траншею, где лично истребил 6 солдат и офицер противника. На подступах к третьей линии траншей гранатами подавил ещё одну огневую точку, что дало возможность подразделению занять траншею.
В дальнейших боях за города Зволень и Радом умело командовал отделением. Его бойцы уничтожили до 40 противников, подавили 4 огневые точки и взяли 17 пленных. В одном из боев у населенного пункта Штрезе заменил выбывшего из строя командира взвода, способствовал занятию населенного пункта. В этом бою был тяжело ранен в голову и отправлен в госпиталь.
Указом Президиума Верховного Совета СССР от 24 марта 1945 года за образцовое выполнение боевых заданий командования на фронте борьбы с немецкими захватчиками и проявленные при этом доблесть и мужество гвардии старший сержант Кочерга Алексей Панкратьевич награждён орденом Славы 1-й степени. Стал полным кавалером ордена Славы.
Последняя из наград осталась не врученной. Все это время боец провел в госпиталях. 21 апреля 1945 года в тяжелом состоянии поступил в эвакогоспиталь № 5775 в городе Ярославле. 21 мая 1945 года скончался от полученных ран. Похоронен в городе Ярославль на Леонтьевском кладбище, на участке воинского мемориала.
Награждён орденами Славы 1-й, 2-й и 3-й степеней.